# 吹蚀
吹蚀（Deflation）是一种风的地质作用，與磨蝕（Abrasion）同為風蝕作用的两種類型。由于气流的直接压力使地面上松散岩石遭到破坏，粉碎和被吹走的作用称为吹蚀。
吹蝕盛行於海岸、河床、沙漠等風強雨少、天氣晴朗、蒸發強烈、且地面缺乏植被與水分的區域。風蝕窪地、漠地礫面、礫漠和岩漠等地形，其形成主因即為吹蝕。

## 外部連結
- . 國家教育研究院 雙語詞彙、學術名詞暨辭書資訊網. 2012  [2016-10-24]. （原始内容存档于2021-04-17）.